# سپاه عمق اسرائیل
سپاه عمق اسرائیل (انگلیسی: Depth Corps) یک فرماندهی در نیروهای دفاعی اسرائیل است که در سال ۲۰۱۱ برای هماهنگی عملیات‌های دوربرد و عملیات‌های ارتش اسرائیل در عمق خاک دشمن تشکیل شد.
این فرماندهی در ابتدا در دهه ۱۹۸۰ تشکیل شد، اما در دهه ۲۰۰۰ کوچک‌تر و سپس دوباره برنامه‌ریزی و سازماندهی مجدد شد. تصمیم برای تشکیل سپاه عمق به شکل فعلی توسط رئیس ستاد وقت؛ بنی گانتس در سال ۲۰۱۱ گرفته شد. فرمانده فعلی این سپاه سرلشکر ایتای وروو است.

## تاریخچه
این فرماندهی در ابتدا در سال‌های ۱۹۸۲ تا ۱۹۸۶ فعالیت می‌کرد و تابع فرماندهی جنوبی اسرائیل بود و سرلشکر دورون روبین به‌عنوان فرمانده آن فعالیت می‌کرد. این سازمان تا سال ۲۰۱۱ کوچک‌تر شد و توسط یک سرتیپ فرماندهی می‌شد. آخرین فرمانده این واحد در این شکل، گیل تامیر بود. فرم کنونی سپاه عمق در سال ۲۰۱۱ شکل گرفت.

## عملیات
سپاه عمق به عنوان یک فرماندهی اصلی از این احساس که نیروهای ویژه اسرائیل در درگیری‌های کشور به اندازه کافی مورد استفاده قرار نمی‌گیرند و به دلیل فقدان نهادی که عملیات آنها را در پشت خطوط دشمن هماهنگ کند، بازسازی شد. این امر با تمهیداتی که توسط سرلشکر شای آویتال، آویو کوخاوی، ایدو نهوشتان و گادی آیزنکوت انجام شد، امکان‌پذیر گردید. به گفته روزنامه اسرائیلی هاآرتص، این سپاه همچنین وسیله‌ای برای ایهود باراک، وزیر دفاع، بود تا رؤیای خود مبنی برداشتن کهنه سربازان بیشتر نیروهای ویژه در ستاد کل ارتش اسرائیل را محقق کند.
پیش از این، بسیاری از عملیات ویژه ارتش اسرائیل، صرف نظر از ماهیت این عملیات‌ها، توسط فرماندهان نیروی دریایی اسرائیل یا نیروی هوایی اسرائیل فرماندهی می‌شد، به این دلیل که سربازان به ترتیب از طریق دریا یا هوا منتقل می‌شدند.
یکی از ماموریت‌های اصلی سپاه عمق، عملیات نیروهای ویژه برای جلوگیری از انتقال سلاح‌های پیشرفته یا تدارکات به گروه‌هایی مانند حماس و حزب‌الله است. سپاه عمق دارای واحدهای دریایی و یک اسکادران از هواگردهای بل بوئینگ وی-۲۲ آسپری است.